# 에디 플랭크
에드워드 스튜어트 플랭크(Edward Stewart Plank, 1875년 8월 31일 ~ 1926년 2월 24일)는 게티즈버그 에디(Gettysburg Eddie)라는 별명을 가진 미국의 전 프로 야구 선수로, 메이저 리그 베이스볼(MLB)에서 투수로 뛰었다. 필라델피아 애슬레틱스, 세인트루이스 테리어스, 세인트루이스 브라운스에서 모두 17시즌을 뛰었다. 통산 기록은 623경기에서 4495.2이닝을 던져 326승(289선발승) 194패, 2.35의 평균자책점이다. 1946년 미국 야구 명예의 전당에 입성했다.